# ФК Енерги
ФК Енерги Котбус (на немски: FC Energie Cottbus) е германски футболен отбор от град Котбус, район Лаузиц в провинция Бранденбург. Основан е през 1963 г. в ГДР по онова време. Клубът бързо е подсилен чрез масов трансфер на футболисти от Активист Бриске-Ост, нареден от източногерманските власти, които често се намесвали в спортните дела на страната и футболните отбори, поради политически причини. Енерги Котбус е последният отбор от бившата ГДР, който е играл в Първа Бундеслига.

## История

### Предшественици
Отборът може да проследи корените си до клуб, основан от миньори през 1919 г. в тогавашния град Марга. Глюкауф Марга играе до 1925 г., когато миньорите напускат и създават нов отбор – „Щурм Марга“, който е разформирован от нацистите през 1933 г.

### Мачове в ГДР
Клубът изплувал през 1949 г. като Франц Меринг – Марга, става Активист Бриске-Ост през 1950 г. Преименуван е на Активист Бриске – Сенфтенберг през 1954 г. и играе в Оберлигата на ГДР. В повечето случаи завършва в средата на таблицата до пагубното изпадане до четвърта Окръжна лига на Котбус в началото на 60-те години. Играчите преминават в отбора на Енерги Котбус през 1963 г.
В средата на 60-те реорганизационната програма на режима довежда до разделение на футболни и спортни клубове и създаването на Бе Ес Ге Бодо Крауц под патронажа на местната въгледобивна мина. Клубът играе за кратко под това име и бързо е преименуван на Енерги през 1966 г.
Преди падането на Берлинската стена Енерги Котбус участва 21 години във втората лига на ГДР, а за шест години участва и най-високия ешелон на Източна Германия. Първото класиране е на 7 юли 1973 г. чрез гол на станалия по-късно мениджър на отбора Клаус Щабах в баража срещу Форвертс Щралзунд (краен резултат 1:1). Понеже по нареждане на комунистическата партия Динамо Берлин получавал най-талантливите играчи, а за Енерги оставали футболисти с по-скромни възможности, „лаузитцерите“ не могат да се задържат в първата лига. Така последвали четири изпадания след класиране в елитната дивизия (1974, 1976, 1982 и 1987 г.) и едва през 1989 г. клубът може да се похвали с оставане, което води до истински фурор в Котбус. След Динамо Дрезден и Ханза Росток Енерги може да се похвали с най-високата домакинска посещаемост в лигата. Седмото място дава право на отбора за участие в европейските турнири, но през последния сезон на първенството на ГДР пререгистрираният Енерги Котбус финишира предпоследен.

### След Обединението на Германия
| Сезон                                | Първенство       | Място | Голова разлика | Точки |
| ------------------------------------ | ---------------- | ----- | -------------- | ----- |
| 1991/92                              | Оберлига         | 3.    | 102:53         | 52:24 |
| 1992/93                              | Оберлига         | 3.    | 77:49          | 44:20 |
| 1993/94                              | Оберлига         | 2.    | 77:37          | 43:17 |
| 1994/95                              | Регионална лига  | 7.    | 54:40          | 38:30 |
| 1995/96                              | Регионална лига  | 3.    | 67:23          | 71    |
| 1996/97                              | Регионална лига  | 1.    | 80:17          | 82    |
| 1997/98                              | Втора Бундеслига | 8.    | 38:36          | 45    |
| 1998/99                              | Втора Бундеслига | 11.   | 48:42          | 41    |
| 1999/00                              | Втора Бундеслига | 3.    | 62:42          | 58    |
| 2000/01                              | Първа Бундеслига | 14.   | 38:52          | 39    |
| 2001/02                              | Първа Бундеслига | 13.   | 36:60          | 35    |
| 2002/03                              | Първа Бундеслига | 18.   | 34:64          | 30    |
| 2003/04                              | Втора Бундеслига | 4.    | 52:44          | 54    |
| 2004/05                              | Втора Бундеслига | 14.   | 35:48          | 39    |
| 2005/06                              | Втора Бундеслига | 3.    | 49:33          | 58    |
| 2006/07                              | Първа Бундеслига | 13.   | 38:49          | 41    |
| 2007/08                              | Първа Бундеслига | 14.   | 35:56          | 36    |
| 2008/09                              | Първа Бундеслига | 16.   | 30:57          | 30    |
| 2009/10                              | Втора Бундеслига | 9     | 55:49          | 47    |
| 2010/11                              | Втора Бундеслига | 6     | 65:52          | 55    |
| 2011/12                              | Втора Бундеслига | 14    | 30:49          | 35    |
| 2012/13                              | Втора Бундеслига | 8     | 41:36          | 48    |
| 2013/14                              | Втора Бундеслига | 18    | 35:59          | 25    |
| 2014/15                              | Трета Бундеслига | 7     | 50:50          | 56    |
| 2015/16                              | Трета Бундеслига | 19    | 32:52          | 41    |
| 2016/17                              | Регионална лига  | 2     | 58:26          | 66    |
| 2017/18                              | Регионална лига  | 1     | 79:14          | 89    |
| 2018/19                              | Трета Бундеслига | 17    | 51:58          | 45    |
| 2019/20                              | Регионална лига  | 3     | 53:32          | 45    |
| 2020/21                              | Регионална лига  | 9     | 18:19          | 18    |
| 2021/22                              | Регионална лига  | 3     | 85:35          | 74    |
| 2022/23                              | Регионална лига  | 1     | 65:28          | 70    |
| ЗЕЛЕНО: КЛАСИРАНЕ ОРАНЖЕВО: ИЗПАДАНЕ |                  |       |                |       |

Отборът приема името ФК Енерги през 1990 г. след обединението на Германия. Поради слабото си представяне в предходния сезон, Енерги Котбус е определен да играе в Оберлигата, трета дивизия на страната. Второто място през 1993/94 дава право на участие в квалификации за класиране във Втора Бундеслига. Там „лаузитцерите“ се провалят при конкуренцията на Цвикау и Бранденбург, но затова си осигуряват право на участие в новоучредената Регионална лига. За участието си там клубът си осигурява услугите на треньора Едуард Гайер, който постига необикновена серия – от 1996 до 1997 г. Енерги е непобеден в 57 официални срещи. В два драматични мача срещу Хановер 96, коравите бранденбургци преодоляват „червените“ от Севера и печелят правото да играят във втора лига. Само седмица по-късно Енерги става вторият аматьорски отбор в историята на германския футбол, който достига до финал за Купата на Германия на Олимпийския стадион в Берлин. „Магическото трио“ Балъков, Бобич и Елбер обаче надиграват източногерманците без особени проблеми и крайният резултат е 0:2.
Само три години след това отборът на Котбус постига нов значим успех – през 2000 г. той вече принадлежи към елита на Германия. При това напук на всички предварителни прогнози Енерги не изпада, което се смята за значителна изненада. Финансовата криза, фалитът на медийните корпорации Кирх и Премиере дава негативни последици върху по-малките отбори, което важи с пълна сила за Енерги Котбус. Пониженият бюджет при по-малките приходи се оказва недостатъчен и клубът изпада във Втора Бундеслига през 2003 г.
На 6 април 2001 г. Енерги Котбус става първият отбор от Бундеслигата, който започва официална среща от шампионата (срещу Волфсбург) само с чужденци.
От сезон 2003/04 Енерги играе отново във Втора Бундеслига, като за малко пропуска нова промоция. Тимът завършва с равни точки с Майнц 05, но по-лошата голова разлика дава предимство на възпитаниците на Юрген Клоп. Последвалото издание на втора лига през 2004/05 е истинска катастрофа, а изпадането в регионалните групи е избегнато благодарение на един-единствен гол в повече от конкурентите от Айнтрахт Трир. Наставник вече е Петрик Зандер.
Приоритетите на отбора за сезон 2005/06 са отново да се избегне изпадане в трета дивизия, а класирането в Първа Бундеслига официално не се поставя като цел. В предпоследния кръг обаче Енерги побеждава 1860 Мюнхен и си осигурява третото място, а с това и изненадващо класиране в първа дивизия.
През 2006/07 борбата за оставане е безкомпромисна и за радост на привържениците на „лаузитцерите“, те побеждават Байер Леверкузен като домакин с 2:1 (31. кръг) и с това избягват изпадането.
Уволнението на Петрик Зандер става факт след 6. кръг на следващия сезон и домакинска загуба от Волфсбург, като Енерги има едва 2 точки от 6 мача. Мястото на предишния треньор се заема от словенеца Боян Прашникар. На 16 февруари 2008 г. бундесканцлерът Ангела Меркел става почетен член на клуба на привържениците на отбора. През пролетния полусезон Енерги трепери за мястото си в елита до последния момент, въпреки победата с 2:0 над гранда Байерн Мюнхен. Борбата завършва успешно в крайна сметка, след като Хамбург е победен с 2:0 в предпоследния кръг. Кампанията 2008/09 се оказва фатална за бъдещето на отбора в Първа Бундеслига – след като Енерги финишира на 16-о място новият регламент на първенството предвижда те да играят срещу третите от втора дивизия. След две загуби в баражите срещу Нюрнберг с по 0:3 и 0:2 Енерги изпада във Втора Бундеслига. Треньорът Прашникар е освободен, а на негово място е назначен Клаус-Дитер Волиц, бивш наставник на Оснабрюк.

## Известни играчи
| - Бруно Акрапович - Кристиан Беек - Грег Берхалтер - Франклин Битенкур - Фарук Хуйдурович - Щефен Хайдрих - Томислав Пиплица | - Детлеф Ирганг - Анджей Юсковяк - Радослав Калужни - Иржи Кауфман - Анджей Кобилански - Серджиу Раду - Влад Мунтяну | - Золт Льов - Кевин МакКена - Йенс Мелцих - Василе Мириуца - Лауренциу Регекампф - Паоло Ринк - Петрик Зандер | - Зилвио Шрьотер - Йорг Шванке - Марко Топич - Витолд Вавричек - Антонио Ананиев - Димитър Рангелов - Ервин Скела |

От 2007 г. насам цветовете на Енерги Котбус се защитават и от българския национален футболист Станислав Ангелов. При неговия трансфер германският клуб използва клауза в договора на играча и го закупува при сравнително ниска сума, което кара софийският Левски да подаде жалба пред Европейската футболна централа.

## Стадион
Енерги Котбус играе своите домакински срещи на Стадиона на дружбата в Котбус. След реконструкция през 2007 и 2008 г. стадиона обгръща цялото футболно игрище. Общият капацитет на съоръжението е 22 528 места (10 949 от които са покрити седящи места, 7795 покрити и 3630 открити правостоящи места, както и 154 места за хора в неравностойно положение). Средната посещаемост през сезона 2007/08 е средно 16 598 зрители.

## Успехи
- Участия в Първа Бундеслига: 2001, 2002, 2007, 2008
- Класиране в Първа Бундеслига: 2000, 2006
- Класиране във Втора Бундеслига: 1997 (Шампион на Регионалната лига)
- Финалист за Купата на Германия: 1997
- Шампион на Бранденбург: 1995, 1996, 1997, 1998 (Втори отбор), 2000 (Втори отбор)

- Вечно класиране на Първа Бундеслига: 30. място, 211 точки.

## Фенкултура

### Приятелства и съперничества
Някои от привържениците на Енерги Котбус поддържат приятелски отношения с феновете на Щутгарт, като началото на тази дружба започва от сезон 1996/97, когато третодивизионният тим на „лаузитцерите“ напълно изненадващо достига до финала за Купата на Германия, който губи от „швабите“ с 0:2. Въпреки това източногерманците празнуват заедно с щутгартците. Приятелството е заздравено през шампионата 2002/03, когато вече изпадналият от Първа Бундеслига Енерги Котбус завършва наравно с Борусия Дортмунд като гост и така класира Щутгарт директно в Шампионската лига като втори в класирането.
Съперничествата на клуба са главно с отбори от бившата Източна Германия – предимно Динамо Дрезден и Ханза Росток, както и западноберлинския Херта Берлин – и са продиктувани от стремежа на тези отбори да бъдат най-силния отбор на германския Изток. Двубоите с Херта Берлин са особено вълнуващи и изненадващо „бранденбургците“ печелят в 7 от общо 12 мача срещу берлинчани.

### Песни
От 2006 г. официалният химн на отбора е песента Fußball ist hier на формацията Пимп юър Хоумтаун. Тя е написана от няколко местни музикални групи и съпровожда излизането на футболистите на терена за домакинските срещи на Стадиона на дружбата. Преди това химн на отбора е Energie, wir sind da wie noch nie на Ди Юбелтетер.

## Професионален отбор за сезон 2009/10
Треньрът на Енерги Котбус за сезон 2009/10 се казва Клаус-Дитер Волиц и е роден на 19 юли 1965 г. Помага му Маркус Фелдхоф (29 август 1974 г.).
| №             |          | Играч              | Рождена дата   | В отбора от | См      | Кг      | Мач.    | Гол.    | Предишни клубове |
| Вратари       | Вратари  | Вратари            | Вратари        | Вратари     | Вратари | Вратари | Вратари | Вратари | Вратари |
| ------------- | -------- | ------------------ | -------------- | ----------- | ------- | ------- | ------- | ------- | --- |
| 1             |          | Ларс Хиршфелд      | 17.10.1978     | 2009        | 190     | 86      | 0       | 0       | Клуж, Русенборг, Тромсьо ИЛ, Лестър Сити, Дънди Юнайтед, Джилингам, Тотнъм Хотспър, Калгари Сторм, Ванкувър Уайткапс, Калгари Сторм, Енерги Котбус, Едмънтън Дрилърс                          |
| 30            | Германия | Герхард Тремел     | 16.11.1978     | 2006        | 190     | 89      | 66      | 0       | Херта Берлин, Хановер 96, Унтерхахинг, 1860 Мюнхен, Олхинг, Байерн Мюнхен, Лоххаузен |
| 34            |          | Франк Леман        | 29.04.1989     | 2009        | 191     | 78      | 0       | 0       | Айнтрахт Франкфурт, Щутгарт, Албщат 07, Шьомберг, Цимерн, Шьомберг |
| Защитници     |          |                    |                |             |         |         |         |         | |
| 3             |          | Виталий Соколенко  | 21.06.1982     | 2009        | 180     | 75      | 2       | 1       | Полония Битом, Десна Чернигов, Горник Лечна, Енергетик Бурщин, Борисфен Бориспол Киев, Система Черняхов, Система Борекс Бородянка, Освита Бородянка                                           |
| 6             |          | Врагел да Силва    | 29.03.1974     | 2001        | 186     | 86      | 172     | 14      | Улм 1846, Карлсруе, Брьонбю ИФ, Кампо Гранде |
| 15            |          | Александер Битроф  | 19.09.1988     | 2008        | 186     | 77      | 6       | 1       | Глюкауф Бриске-Зенфтенберг, Зенфтенберг |
| 17            |          | Даниел Цибих       | 21 януари 1983 | 2006        | 183     | 76      | 93      | 2       | Хамбург, Динамо Дрезден, Грьодиц 1911 |
| 24            |          | Игор Митрески      | 19.02.1979     | 2009        | 180     | 78      | 70      | 0       | Жерминал Беерсхот, Енерги Котбус, Бейтар Йерусалим, Металург Запорожие, Спартак Москва, Силекс Кратово, Напредок Кичево, Караорман Струга, Македония Скопие                                   |
| 25            |          | Маркус Бърженска   | 25.05.1984     | 2009        | 196     | 87      | 6       | 0       | Дуисбург, Борусия Дортмунд, Люнен 05 |
| 27            |          | Овидиу Бурка       | 16.03.1980     | 2009        | 186     | 77      | 13      | 0       | Бейджинг Гуоан, Енерги Котбус, Национал Букурещ, Динамо Букурещ, Университатя Крайова, Вентфорет Кофу, ДЖЕФ Юнайтед, ЕМЕЛЕК Гуаяакил                                                          |
| 33            |          | Марио Цвитанович   | 06.05.1975     | 2007        | 182     | 78      | 71      | 0       | Динамо Загреб, Жерминал Беерсхот, Наполи, Дженоа, Венеция, Хелас Верона, Динамо Загреб |
| 36            |          | Петер Хакенберг    | 06.02.1989     | 2005        | 196     | 90      | 0       | 0       | Пльон, Преец |
| Полузащитници |          |                    |                |             |         |         |         |         | |
| 2             |          | Томас Франке       | 21 януари 1988 | 2003        | 183     | 71      | 0       | 0       | Айнхайт Перлеберг, Ханза Витсток |
| 4             |          | Станислав Ангелов  | 12.04.1978     | 2007        | 179     | 73      | 64      | 4       | Левски София, ЦСКА София |
| 5             |          | Заша Дум           | 03.07.1986     | 2009        | 188     | 85      | 4       | 0       | Байер Леверкузен, Алемания Аахен, Байер Леверкузен, Лангенфелд |
| 7             |          | Тимо Рост          | 29.08.1978     | 2002        | 181     | 77      | 215     | 11      | Аустрия Виена, Щутгарт, Нюрнберг, Амберг, Хапург |
| 8             |          | Роджер             | 10.08.1985     | 2009        | 185     | 80      | 1       | 0       | Фигерензе, Гуарани Кампиняш, Жувентуде Кашиас до Сул, Понте Прета, Палмейрас, Санто Андре, Униао Сан Жоао                                                                                     |
| 10            |          | Стивен Ривич       | 09.08.1985     | 2006        | 181     | 74      | 50      | 3       | Пула, Сен Трюиден, Шалке 04, Истра Пула |
| 13            |          | Юлиан Бьорнер      | 21 януари 1991 | 2009        | 188     | 84      | 1       | 0       | Рот-Вайс Ерфурт, Вимария Ваймар, 1903 Ваймар |
| 16            |          | Марко Курт         | 18.08.1978     | 2008        | 178     | 73      | 14      | 0       | Ерцгебирге Ауе, Лайпцих, Хале, Айслебен, Клостермансфелд |
| 18            |          | Марк-Андре Крушка  | 29.06.1987     | 2009        | 178     | 75      | 3       | 0       | Брюж, Борусия Дортмунд, Рауксел, Арминия Икерн |
| 20            |          | Жаи Шао            | 10.04.1980     | 2006        | 188     | 83      | 56      | 8       | 1860 Мюнхен, Бейджинг Гуоан |
| 29            |          | Денис Сьоренсен    | 24.05.1981     | 2007        | 193     | 84      | 68      | 8       | Митюлан, Норшелан, Фарум, Балеруп, Сковлунде |
| 37            |          | Нилс Миатке        | 30 януари 1990 | 2000        | 176     | 73      | 4       | 0       | Драххаузен |
| Нападатели    |          |                    |                |             |         |         |         |         | |
| 9             |          | Емил Юла           | 3 януари 1980  | 2008        | 192     | 85      | 34      | 8       | Оцелул Галац, Университатя Клуж |
| 11            |          | Леонард Квеуке     | 12.07.1987     | 2009        | 188     | 91      | 3       | 0       | Айнтрахт Франкфурт, Дунайска Стреда, Стийл Азин Кашан, Естегхлал Техеран, Синтра Яунде, Импотс Яунде, Синтра Яунде, Интер Старс Яунде                                                         |
| 14            |          | Серджу Мариан Раду | 10.08.1977     | 2009        | 182     | 68      | 74      | 28      | Кьолн, Волфсбург, Щутгарт, Волфсбург, Енерги Котбус, Национал Букурещ, Льо Ман, Национал Букурещ, Рапид Букурещ, Олимпия Сато Маре, Жиул Петрошани, Виторул Орадя, Валчея, Петролул Драгашани |
| 19            |          | Марк Цимерман      | 22.03.1990     | 2003        | 176     | 66      | 0       | 0       | Грюн-Вайс Вайсвасер |
| 26            |          | Нилс Петерсен      | 06.12.1988     | 2009        | 188     | 79      | 4       | 0       | Карл Цайс Йена, Германия Халберщат, Айнхайт Вернигероде |
| 32            |          | Ади                | 15.12.1985     | 2009        | 181     | 75      | 1       | 0       | Аустрия Кернтен, ЛАСК Линц, Мирасол, Насионал Сао Паоло, Клубе де Регаташ Бразил Масейо, Интер Лимейра                                                                                        |

## Треньори
Безспорно бившият национален селекционер на ГДР Едуард Гайер е най-успешният наставник в историята на отбора. Под негово ръководство са постигнати финал за Купата на Германия (1997 г.) и класирания във Втора (1997 г.) и Първа Бундеслига (2000 г.).
|          | Име               | Период      |
| -------- | ----------------- | ----------- |
|          | Гюнтер Гутман     | 1982 – 1984 |
| Германия | Фриц Бола         | 1984 – 1990 |
|          | Ханс-Юрген Щенцел | 1990 – 1992 |
| Германия | Улрих Николински  | 1992 – 1994 |
|          | Едуард Гайер      | 1994 – 2004 |
| Германия | Петрик Зандер     | 2004 – 2007 |
| Германия | Хайко Вебер       | 2007        |
| Германия | Боян Прашникар    | 2007 – 2009 |
| Германия | Клаус-Дитер Волиц | от 2009     |

## Любопитни факти
- На 6 април 2001 г. Енерги става първият отбор от Първа Бундеслига, който започва среща от първенството с единадесеторка, съставена само от чужденци. Освен това още трима души от резервите не са германци. През същия този сезон Енерги често започва с 9 или 10 чужденци.
- Комунистическото правителство на ГДР има традицията да кръщава спортни клубове на социалистически герои – Франц Меринг е бил германски социалистически политик и журналист. Написал е биография на Карл Маркс и е бил изявен поддръжник на комунизма.
- Германският канцлер Ангела Меркел е почетен член на клуба на привържениците на Енерги.

## Български футболисти
- Петър Александров: 1990/91 - (18 мача - 2 гола)
- Антонио Ананиев: 1990/91 - (17 мача - 0 гола), 1994/96 (58 мача - 0 гола)
- Цанко Цветанов: 1998-2001 (45 мача / 0 гола)
- Станислав Ангелов: 2007-2010 (88 / 6)